# Ileana, Principesă a României
Principesa Ileana a României (cunoscută și ca domnița Ileana; n. 5 ianuarie 1909, București – d. 21 ianuarie 1991, Pennsylvania) a fost fiica cea mică a regelui Ferdinand I al României și a reginei Maria, dobândind prin naștere titlul de Principesă a României. Se înrudea prin mama sa cu familiile domnitoare din Marea Britanie și Rusia.
După venirea la tron a fratelui ei mai mare, Carol al II-lea, acesta le-a izolat pe plan intern pe mama sa și pe Ileana, limitându-le îndatoririle și aparițiile publice. Pentru principesa Ileana a fost aranjat în 1931 un mariaj cu arhiducele Anton de Austria, ea primind titlurile de arhiducesă a Austriei și principesă de Habsburg-Toscana prin căsătorie. În anii următori Ileana a locuit împreună cu soțul lângă Viena și i-au fost permise doar scurte vizite în România, regele interzicându-i să dea naștere copiilor săi în România.
Ileana a continuat activitatea caritabilă a mamei sale, îngrijind în timpul celui de-al Doilea Război Mondial, în Germania nazistă, de militarii români răniți. Atașată inexorabil de România, s-a stabilit în timpul regimului Antonescu împreună cu familia în țară și a deschis la Bran Spitalul „Inima Reginei”, care a funcționat prin eforturile sale. În acest scop, principesa nu a ezitat să mențină legături cu noii lideri comuniști ai României. La scurt timp după abdicarea la 30 decembrie 1947 a regelui Mihai, nepotul ei, Ileana a fost nevoită să părăsească din nou țara, proprietățile fiindu-i confiscate în cursul anului 1948. 
Pentru a-și întreține familia în exil, Ileana a ținut cuvântări despre România și comunism. A divorțat de arhiducele Anton, recăsătorindu-se cu Ștefan Isărescu, mariaj încheiat de asemenea prin divorț. 
În anul 1961 a ales calea monahismului și a intrat la Mănăstirea ortodoxă din Bussy-en-Othe⁠(fr)[traduceți]. În 1967 a devenit călugăriță și a primit numele „Maica Alexandra”. Ulterior a fondat Mănăstirea ortodoxă „Schimbarea la Față” din Ellwood City (Pennsylvania), a cărei stareță a fost până la moarte. După căderea comunismului a vizitat România o singură dată, în septembrie 1990.

## Copilăria și adolescența

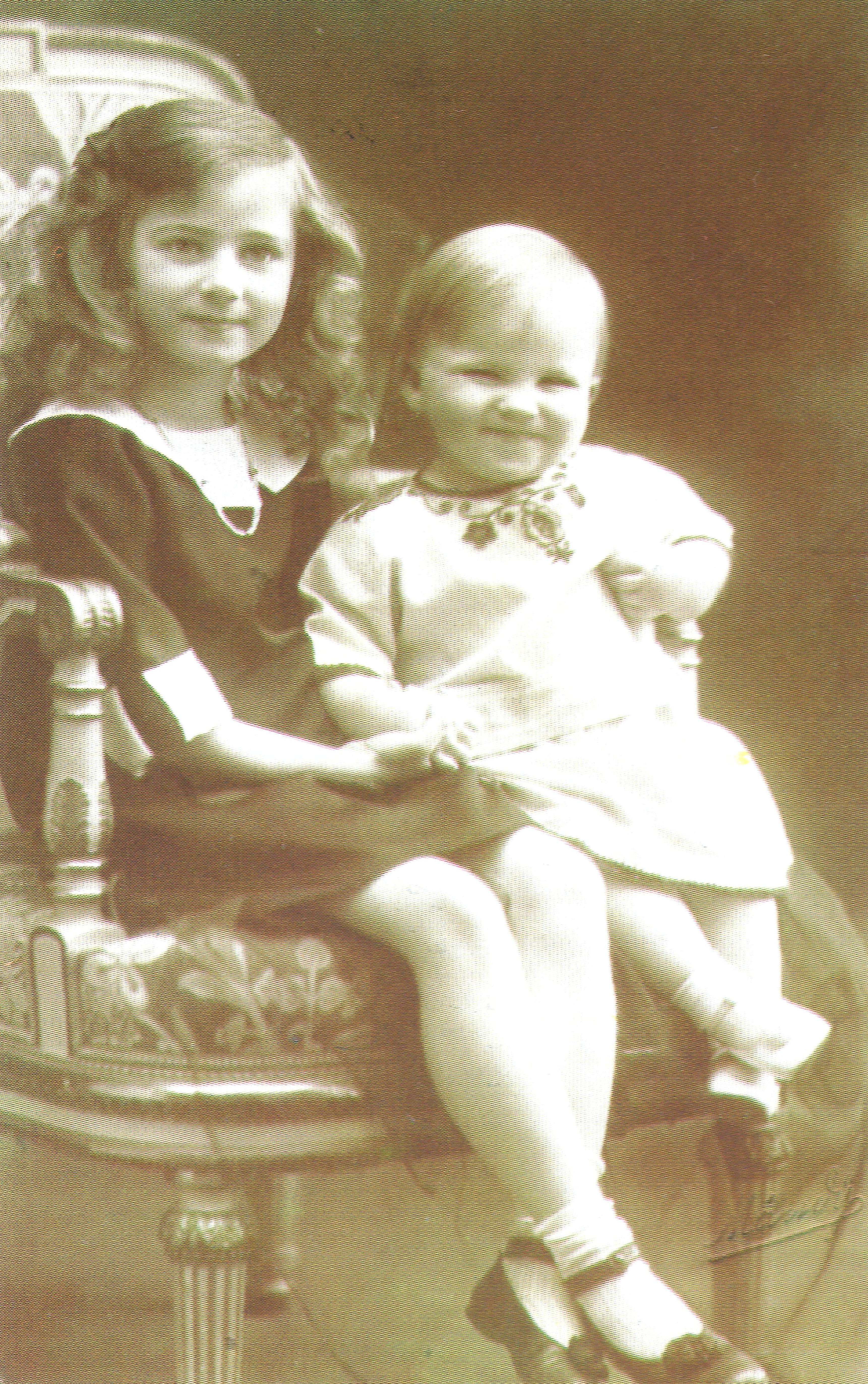
Prințesa Ileana și fratele ei, Prințul Mircea.

Ileana s-a născut la București la 5 ianuarie 1909, ca fiica cea mică a reginei Maria a României și a regelui Ferdinand I al României. Deși au existat zvonuri că tatăl adevărat al Ileanei este de fapt Prințul Barbu Știrbei, regele a admis paternitatea, scrisorile prințului Știrbei către regină nelăsând nimic de înțeles în acest sens, el păstrând față de Ileana aceeași atitudine pe care o avea față de ceilalți copii ai cuplului princiar Ferdinand-Maria.
Ileana a avut patru frați mai mari: Carol, Elisabeta - mai târziu regină a Greciei, Maria - mai târziu regină a Iugoslaviei - și Nicolae. Despre fratele ei mai mic, Mircea, de asemenea s-a spus că ar fi fost copilul Prințului Știrbei; Prințul Mircea a murit la aproape patru ani de febră tifoidă.
Până la vârsta de 5 ani s-a bucurat de toate privilegiile unei vieți la palat. Declanșarea Primului Război Mondial, a obligat familia regală, împreună cu guvernul și parlamentul, să se refugieze din calea trupelor germane la Iași. Educația a primit-o cu precădere în familie, de la pregătitori, de la părinti și de la personalul curții. De la mama sa a învățat limbile engleza și franceza, iar de la tată - germana. Regina Maria considera că Ileana a fost singura dintre copiii săi care ar fi meritat cu adevărat să poarte o coroană regală. Asta deoarece Ileana a înțeles de mică ce înseamnă datoria față de țară, de a fi prințesă, de a se fi născut într-o familie domnitoare, dar și nevoia de a-și dedica viața celorlalți.
Copilăria Ilenei a fost marcată de două evenimente tragice. Unul, de mare amploare, a fost războiul, iar celălalt a fost moartea fratelui său, despre care spunea că a fost "marea dragoste a inimii mele". În timpul Primului Război Mondial, în timpul refugiului de la Iași, Principesa Ileana și-a însoțit mama în vizitele sale prin spitale, alături de celelalte principese, Mignon și Elisabeta, chiar dacă nu avea nici zece ani împliniți. Ileana dorea să-i ajute și să-i aline pe răniți, nesfiindu-se deloc de scenele din spitale, deși erau dureroase pentru ochii unui copil. Perioada refugiului de la Iași a fost foarte grea pentru Familia Regală, care a simțit direct toate lipsurile și greutățile cu care se confrunta populația. Astfel, Ileana avea să își amintească, ani mai târziu, că pe atunci îi era tot timpul foame, dar că nici nu dorea să mănânce din cauză că mâncarea la care aveau acces nu era variată, ba chiar uneori aproape necomestibilă.
A fost crescută cu dragostea față de România, poporul, tradițiile și limba română. A frecventat Colegiul din Heathfield-Ascot din Marea Britanie, unde au învățat și surorile sale. A studiat sculptura cu Ion Jalea și pictura cu Jean Al. Steriadi. În 1926 călătorește împreună cu Regina Maria și fratele Nicolae în America, și apoi în Spania.
Domnița Ileana - cum o numeau apropiații - a fost fondatoarea sau președintele a unor organizații de cercetași ca Asociația Creștină a femeilor române, Asociația Ghidelor și Ghizilor din România etc. Principesa Ileana fiind pasionată de yachting, obține brevetul de căpitan de cursă lungă,( nu putea sa fie căpitan de cursă lunga ci doar skipper) navigând mai mulți ani cu yachtul „Isprava”, fiind singura femeie din România cu această calificare. Participă la diverse expediții în Munții Carpați și își urmează interesul pentru sport prin înscrierea la cursurile Școlii de Educație Fizică din București, și dragostea pentru navigație.

## Mariajul

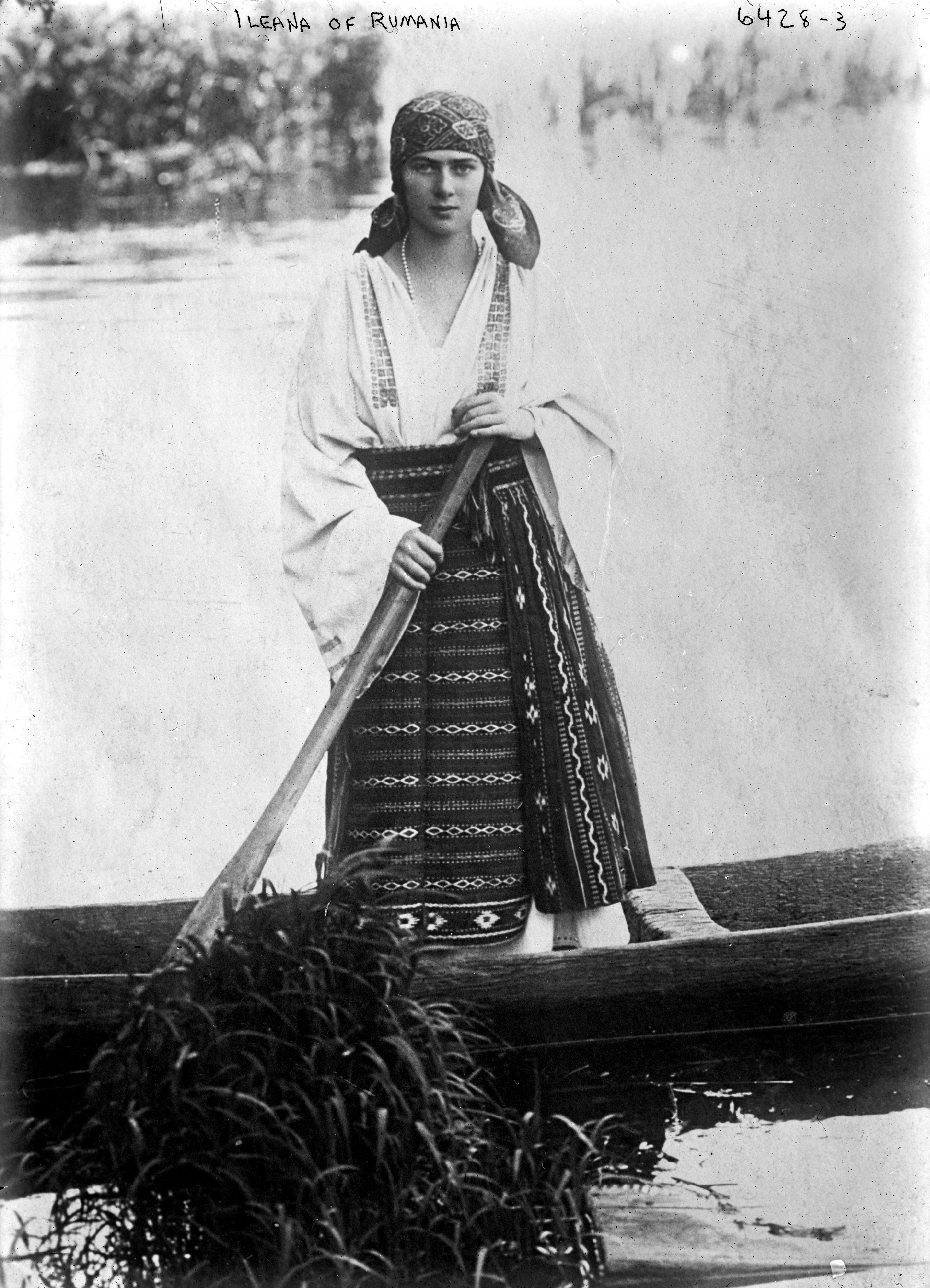
Principesa Ileana în costum popular.

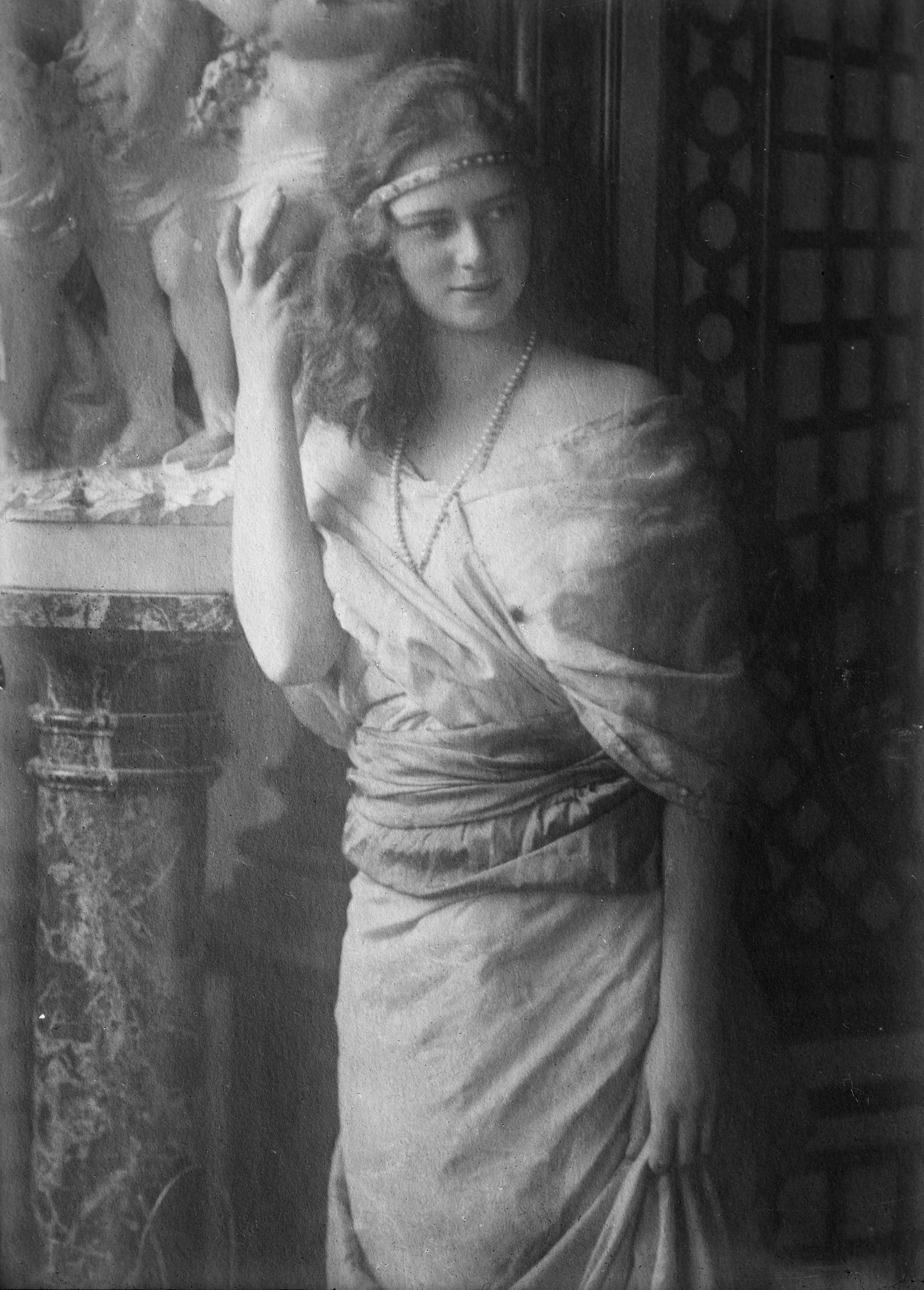
Principesa Ileana

În timpul „Restaurației“, Ileana se afla într-un voiaj în Egipt. Ea a salutat gestul politic al fratelui său, însă, la scurt timp, noul Rege, Carol al II-lea, a hotărât să-i restrângă aparițiile publice, deranjat de popularitatea Domniței de strânsa legătură a acesteia cu Regina Maria. La sfârșitul anului 1930, Ileana îi scria Regelui Carol al II-lea: „Te rog să înlături neîncrederea ce o ai în mine căci știi cât de mult țin la tine și cum mă doare să te văd supărat. Fii îngăduitor, vreau să fac bine, vreau să te mulțumesc, dar sunt tânără și greșesc fără să vreau. În orice clipă sunt gata să te servesc fiindcă îmi ești Rege și apoi ești fratele meu pe care îl iubesc atât de mult”. Dar Regele, hotărât să nu împartă cu nici un alt membru al familiei regale puterea politică și popularitatea de care se bucura familia regală, a găsit o soluție simplă de „a scăpa” de sora sa: Ileana trebuia să se mărite cu un prinț străin și să plece din țară. În vara anului 1930, însoțind-o pe Regină într-o vizită în Spania, Principesa îl întâlnește la Barcelona pe Arhiducele Anton de Habsburg, „un băiat foarte frumos, înalt, blond, sportiv, distins“.
În martie 1931, Ileana și Regina Maria, întorcându-se dintr-o vizită la Paris, răspund unei invitații primite din Umkirch, de la reședința verilor Hohenzollern. Aici, Ileana îl reîntâlnește pe Arhiducele Anton. Se pare că reîntâlnirea nu era întâmplătoare, Arhiducele fiind chemat la dorința expresă a Regelui Carol al II-lea. Inițiativa s-a dovedit inspirată. Pe 20 aprilie 1931, Ileana îi cere fratelui său binecuvântarea și consimțământul ca șef al Casei Regale. La întoarcerea în țară, Ileana a anunțat oficial că intenționează să se căsătorească cu arhiducele austriac. Șeful Casei Regale Române, Regele Carol al II-lea, își dă acordul.
Anton era fiul Arhiducelui Leopold-Salvador de Habsburg-Toscana și al Arhiducesei Blanka de Bourbon, infanta Spaniei, născut la 20 martie 1901, în Viena imperială. Numele complet al Arhiducelui era Anton Maria Franz Leopold Blanka Carl Iosef Ignatz Raphael Michael Margaretha Nicetas, un nume demn de un arhiduce de Austria, primit în amintirea nașilor de botez. După proclamarea Republicii Austria, Anton și familia sa se retrag în Spania. Arhiducele, absolvent al școlii Superioare de Inginerie din Madrid, s-a angajat la uzinele Ford din Londra, după care s-a stabilit la Barcelona, unde a deschis, împreună cu fratele său Franz-Josef, un service automobilistic și de aviație. Împătimit aviator, era câștigătorul a numeroase concursuri aviatice internaționale. Astfel, pe cei doi logodnici îi apropia și pasiunea pentru sport, fiind cunoscute preocupările Ilenei pentru călărie, automobilism și yachting.
Căsătoria Ilenei a fost rodul unei iubiri împărtășite de ambii soți și o decizie acceptată fără rezerve de Casa Regală Română, fiind pentru prima oară când un membru al familiei regale române s-a căsătorit fără a încheia o căsătorie morganatică sau fără a trebui să respecte o alianță matrimonială. A fost ultima căsătorie oficială încheiată în țară pentru un membru al familiei regale române. Ceremonia căsătoriei are loc la Castelul Pelișor, pe dată de 26-27 iulie, la vârsta de 22 de ani. Pentru că tatăl ei murise în 1927, a fost condusă la altar de fratele ei mai mare, regele Carol al II-lea.
Însă până la momentul căsătoriei, a trebuit rezolvată o problemă importantă: mirii erau de confesiuni diferite, iar Biserica Catolică era extrem de intransigentă când venea vorba de acceptarea unor astfel de uniuni. În urma negocierilor acerbe dintre cele două familii și Sf. Scaun, singura variantă acceptată a fost oficierea unei ceremonii catolice, fără nicio intervenție din partea clerului ortodox. Ileana a insistat însă să se spovedească și să primească împărtășania înainte de căsătorie, ceea ce a dat Bisericii Ortodoxe șansa de a se implica în nunta principesei. Nunta a fost un prilej de sărbătoare pentru țară; au sosit invitați din familiile regale europene, reprezentanți ai altor state și numeroși ziariști trimiși chiar și de peste ocean. Mirii au plecat în luna de miere chiar în aceeași zi: au petrecut o săptămână la Bran, apoi au pornit într-un voiaj prin Europa.
În timpul celui de-Al Doilea Război Mondial Ileana a organizat un spital pentru soldații români la castel. În martie 1944, ca să scape de persecuțiile naziștilor s-a mutat de la Viena cu întreaga familie înapoi în România unde a locuit la Castelul Bran, primit de mama sa cadou din partea orașului Brașov. Înființează lângă Castel, Spitalul „Inima Reginei”, în onoarea reginei Maria.

## Reîntoarcerea în România
În primăvara lui 1938 Austria a fost anexată Reich-ului german, iar noua situație politică, cu naziștii la putere, a complicat mult viața familiei. Descendența princiară a acesteia și a soțului a atras atenția noilor autorități, castelul fiind percheziționat de mai multe ori, iar cei doi, urmăriți pentru a preveni eventualele comploturi dinastice împotriva noii puteri. În aceeași perioadă, Ileana a început un curs de instrucție pentru Crucea Roșie, dorind să-și aprofundeze cunoștințele pentru munca de infirmieră, dar nu s-a alăturat organizației în mod oficial deoarece asta ar fi însemnat să depună un jurământ față de Hitler. Aflată la Viena, Ileana află că unul dintre spitalele militare din oraș adăpostea un ofițer român rănit. Principesa se hotărăște să meargă să-l viziteze, iar la fața locului află că erau de fapt doi ofițeri, separați de camarazii lor răniți cu care fuseseră trimiși la Viena. Atunci, principesa Ileana s-a străduit să-i găsească pe ceilalți treizeci de soldați români răniți și i-a ajutat pe fiecare cum a putut. Astfel, domnița Ileana a început munca în slujba soldaților care o va aduce, în cele din urmă, înapoi în România. Din aceste eforturi s-a născut ideea organizării unui spital la Castelul Sonnberg⁠(de)[traduceți] din Hollabrunn, dedicat soldaților români care urmau să fie operați, spital devenit operațional câteva luni mai târziu, în aprilie 1943.
În vara aceluiași an, Ileana a venit în România, unde s-a întâlnit cu oficiali ai Crucii Roșii pentru a discuta despre extinderea muncii sale în folosul soldaților români. Aflată la Ploiești, a fost surprinsă de un bombardament, iar asta a pus-o pe gânduri: România trecea prin clipe grele și avea nevoie de ajutorul ei, datoria de principesă a României o chema înapoi în țară. Ileana s-a consultat atunci cu prințul Barbu Știrbey, vechiul sfătuitor al mamei sale, Regina Maria. Devenise foarte greu să trăiască în Austria, unde nu se mai putea ține departe de problemele politice, de îndoctrinarea nazistă, și nici nu putea rămâne indiferentă la abuzurile care aveau loc în Reich. Barbu Știrbey i-a pus atunci o întrebare: "Trebuie să te hotărăști ce ești: austriacă, nemțoaică sau româncă? Răspunsul era simplu: „Sunt româncă". A început astfel o perioadă de un an de zile în care principesa va face mai multe călătorii în România în slujba misiunii pe care și-o asumase, pentru soldații români, iar în cele din urmă a revenit definitiv în România. Astfel, în primăvara lui 1944 și-a adus cei trei copii mici la Bran (Dominic, Maria Magdalena și Elisabeta), ceilalți trei, mai mari, fiind deja înscriși la școli din Brașov încă din septembrie 1943. Ileana a început să lucreze la Crucea Roșie din Brașov, începându-și munca la cantină, servind ceai cald și mâncare soldaților sosiți cu trenul, apoi a lucrat la un dispensar. De asemenea, s-a implicat și în eforturile de înființare a unui spital al Crucii Roșii, inaugurat pe 10 mai, de ziua națională a României.

## Exilul

Principesa Ileana

După 23 august 1944, țara a fost invadată de facto de Armata Roșie, iar Regele Mihai a fost forțat să abdice în cele din urmă la 30 decembrie 1947, de Petru Groza și Gheorghiu-Dej. Conform  propriilor ei memorii, Ileana s-a întâlnit cu Regele Mihai și Regina mamă Elena pe drumul dintre București și Sinaia, aceștia povestindu-i ce se întâmplase pe 30 decembrie. Regele a părăsit țara pe 3 ianuarie 1948, fiind urmat la câteva zile de mătușile sale, Ileana și Elisabeta.
Prin Decretul nr. 38 din 1948 se treceau în proprietatea statului toate bunurile deținute de regele Mihai și ceilalți membri ai familiei regale la data de 6 martie 1945 și toate bunurile dobândite după această dată.
Plecarea în exil a fost o lovitură extrem de dură pentru Ileana: „După ce am plecat de acasă, care pentru mine a fost întotdeauna în România, am fost ca și moartă. Nu împrejurările au fost greu de suportat, ci însăși nevoia de a trăi. Nu m-am îndoit nicio clipă de necesitatea fizică a prezenței mele pentru cei șase copii ai mei; dragostea mea pentru ei a rămas și atunci la fel de puternică. Dar în interior, <eul> esențial, pe care tot restul era construit, a suferit un șoc mortal când am fost îndepărtată de poporul meu."
Principesa s-a mutat cu întreaga sa familie întâi în Elveția apoi în Argentina. În Elveția s-a reîntâlnit, după câteva săptămâni, cu Regele Mihai, revederea fiind tristă, umbrită de durerea despărțirii de țară. La Buenos Aires a înființat un cămin destinat refugiaților politici români, cămin ce a purtat numele mamei sale, “Regina Maria”. În 1950 Ileana împreună cu copiii au ajuns la Boston, Statele Unite. În următorii 11 ani, până în 1961, Ileana a călătorit de-a lungul și de-a latul Americii, ținând sute de conferințe pentru a vorbi oamenilor despre România și situația tragică a țării sale.
În 1954 mariajul cu Arhiducele Anton s-a terminat prin divorț. În același an principesa s-a recăsătorit, de această dată cu Ștefan Isărescu în Newton, Massachusetts, mariaj terminat în 1965 prin divorț. În 1959, principesa a fost foarte afectată de moartea fiicei sale, Maria Ileana (Minola) și a soțului ei, contele polonez Jaroslav Kottulink, într-un accident aviatic în Brazilia (15 ianuarie 1959). În 1961, Ileana a decis să se călugărească și a plecat la o mănăstire ortodoxă în Franța, unde a petrecut 6 ani ca novice. Și-a lăsat astfel trecutul regal în spate și a devenit Maica Alexandra. În 1967, Principesa s-a alăturat Bisericii Ortodoxe Române și a devenit stareța mănăstirii cu hramul „Schimbarea la față" din Ellwood City, Pennsylvania, până la moartea sa în 1991.
După căderea regimului Ceaușescu, Maica Alexandra a apucat să viziteze România, eliberată de regimul comunist care o alungase din țară în 1948, în septembrie 1990, la vârsta de 81 de ani, fiind întâmpinată de sute de oameni care o aclamau și strigau „Trăiască Regele Mihai". Aici a vizitat câteva mănăstiri de maici, mormintele familiei regale de la Curtea de Argeș și Branul ce-i fusese atât de drag unde a descoperit că localnicii încă își mai aduceau aminte de "domnița" lor. Câteva luni mai târziu, în ianuarie 1991, cu o zi înainte de aniversarea sa, Maica Alexandra a suferit o fractură de bazin iar la 21 ianuarie, a murit la Spitalul St. Elizabeth din Youngstown, Ohio, ca urmare a complicațiilor survenite în urma fracturii bazinului, accident survenit chiar în chilia mânăstirii unde a locuit de la început. Este înmormântată în Mânăstirea „Schimbarea la Față”. 
Memoriile sale au apărut în Anglia în anul 1951, iar în România în 2005 sub titlul Trăiesc din nou.

## Familia

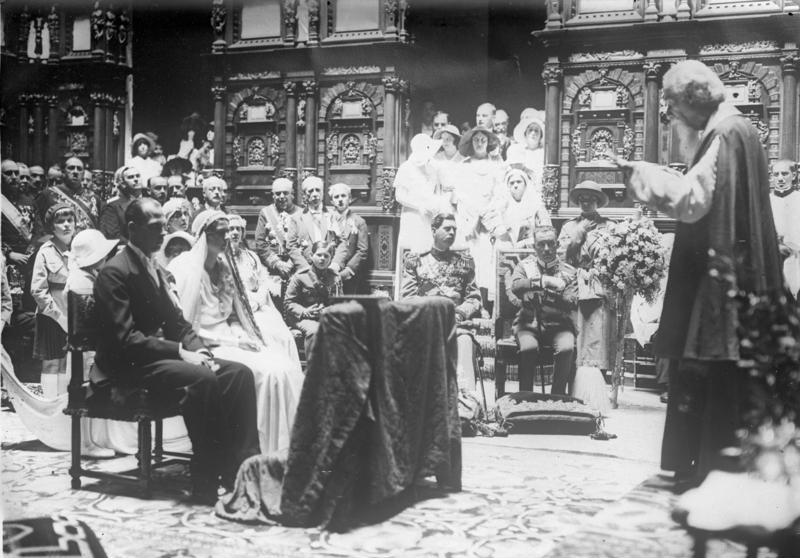
Căsătoria Prințesei Ileana cu Arhiducele Anton la Castelul Peleș.

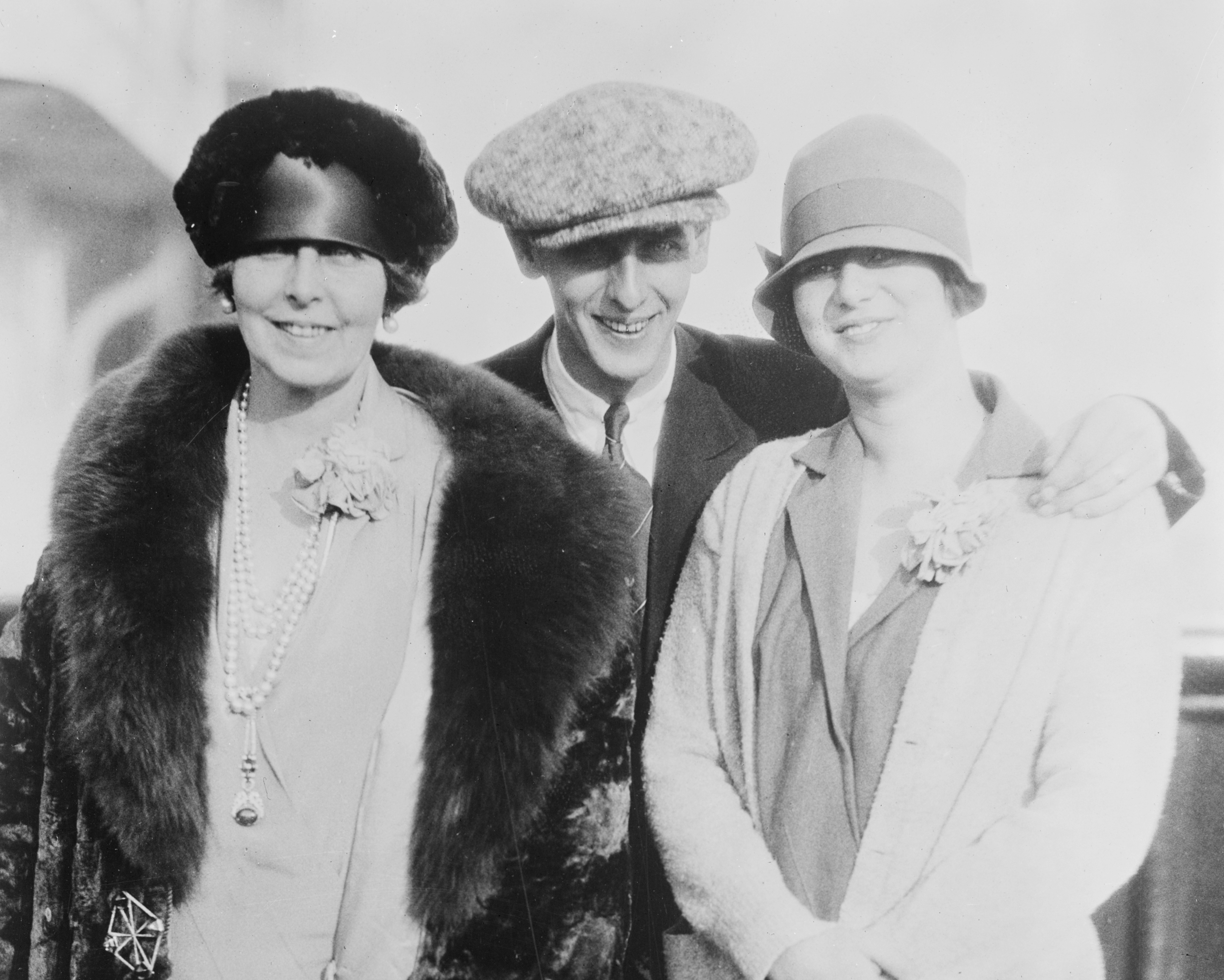
SS Leviathan, 1926

Conjuncturile politice ale timpurilor, revoluția din Spania și decizia lui Carol al II-lea ca descendenții din familia Habsburg sa nu fie născuți pe pământ românesc a pus pe tinerii căsătoriți în mare dificultate. Ei sunt nevoiți să plece în Austria în 1931. După căsătorie, cei doi au locuit un timp la Munchen, apoi la Modling, lângă capitala austriacă, odată ce Anton s-a putut întoarce în țara sa natală. În 1934 s-au stabilit la Castelul de la Sonnberg, în apropierea Vienei. Castelul, vechi de patru secole, era la momentul respectiv într-o stare nu tocmai bună, și s-a muncit mult pentru restaurarea lui astfel încât să fie potrivit ca locuință de familie. Era o casă mare, de 35 de camere, dintre care Ileana a păstrat cinci pentru Regina Maria, care o va vizita frecvent în ultimii ani, în care familia a locuit confortabil timp de zece ani.
Aici s-au născut cei șase copii: 
- Ștefan, Arhiduce de Austria (1932-1998)
- Maria Ileana, Arhiducesă de Austria (1933-1959)
- Alexandra, Arhiducesă de Austria (n. 1935)
- Dominic, Arhiduce de Austria (n. 1937)
- Maria Magdalena, Arhiducesă de Austria (1939-2021)
- Elisabeta, Arhiducesă de Austria (1942-2019)